# Mitsubishi i
Mitsubishi i (яп. |三菱・i)  — заднеприводной автомобиль особо малого класса компании Mitsubishi Motors.
Платформа с центральным расположением силового агрегата (двигатель установлен поперечно перед задней осью) позволила максимально разнести колеса по углам кузова. Это обеспечило внушительный размер колесной базы и, следовательно, простор для пассажиров. Двигатель 3-цилиндровый 660-кубовый, оснащен турбонаддувом c интеркулером и изменяемыми фазами газораспределения, располагается сзади.

## Концепты
Se-Ro - модель 2003 года, представленная на ежегодном конкурсе элегантности Луи Вюэтона. Привлек внимание алюминиевый кузов Se-Ro, а также его футуристический дизайн.
Se-Ro расшифровуется как Secret Room, т.е. секретная комната. Компания Mitsubishi позиционирует этот автомобиль как автомобиль для отдыха и развлечений. При сравнительно небольших размерах кузова (длина - 3395 мм, колесная база - чуть больше 2,5 м) салон автомобиля получился очень вместительным.
Добиться этого инженерам удалось за счет необычного размещения двигателя и трансмиссии под полом в центре машины. 
Se-Ro рассчитан на 4-х пассажиров, причём задние сидения раскладываются в диван, а передние можно развернуть на 180 градусов, образовав таким образом комнату в салоне автомобиля.

## Внутренние и внешние рынки
Массовое производство началось на заводе компании Mizushima в Курасики, Окаяма, в декабре 2005 года.
Продажа нового автомобиля «i» началась с 24 января 2006 года. За 2 первые недели зарегистрировано 10 тысяч покупок этой машины. Цена в Японии составляла около 1 281 000 иен.
Поставляемая в Европу машина имеет литые диски, дистанционный замок, электрические стеклоподъёмники, ксеноновые фары и проигрыватель компакт-дисков. Mitsubishi i позиционируется маркетологами многопланово: и как городской стильный мини-автомобиль, и как практическое транспортное средство для поездок за город, и экономичный автомобиль. Mitsubishi i комплектуется турбированным двигателем и 4-ступенчатой коробкой передач, расходует 4,2 л/100 км.

## Технические детали
3-цилиндровый двигатель располагается поперек машины в районе заднего моста, который является ведущим, что соответствует обозначению MR («Middle – Rear»). По утверждениям производителя, главные преимущества такого расположения двигателя и вытекающей отсюда компоновки заключается в просторном салоне и комфорте.
Из-за двигателя задние сидения оказались выше, чем обычно бывает в салоне машины с передним приводом и высоким пассажирам это может показаться неудобным.
Распределение нагрузки между передней и задней осями – 45:55. 3-цилиндровый двигатель новой разработки, которым стали оснащать автомобиль «i», оборудован турбиной, а в паре с ним работает 4-ступенчатая автоматическая коробка передач.
Модель отличается очень жестким стальным кузовом с усиленным днищем, заднемоторной компоновкой и двигателем ЗВ20 нового поколения с фазовращателями MIVEC объемом 659 см3 R3 12V (64 л.с, 94 Н·м), расположенным вкупе с 4-ступенчатой АКП поперечно над задней осью.
Модификации - S, М, G и Play Edition, все с задним или подключаемым полным приводом. В оснащение входят ABS, фронтальные ПБ, трансформируемый салон, электропривод стекол и зеркал, аудиосистема с CD/MP3, за доплату кондиционер или климат-контроль, навигация, DVD и слот для iPod для версии Play Edition.

### Кузов и размеры
Кузов из легкой стали с усиленным днищем толщиной около 3мм, так как модель изначально проектировалась как платформа для будущих электромобилей (в электро версии днище держит батареи). При этом длина колесной базы составляет 255 сантиметров, что даже больше чем у многих представителей B класса. Внутренний объем салона также весьма внушителен за счет интересной формы кузова, расширяющейся к верху. Благодаря расположению двигателя и трансмиссии практически на небольшой высоте между задних колес и тяжелому днищу, Mitsubishi I имеет очень низкий центр тяжести и как следствие устойчив к боковым нагрузкам.

### Двигатель
Рабочий объем 660 куб. см., 3-цилиндровый с рядным расположением цилиндров, двумя распределительными валами и 12-клапанным механизмом газораспределения с технологией MIVEC, развиваемая мощность 64 л.с. при 6000 об/мин.,  максимальный крутящий момент – 9,6 кг/м при 3000 об./мин.

### Трансмиссия
Использован двигатель заднего центрального расположения сразу перед осью, очень необычная конфигурация в маленьком автомобиле, где переднее расположение двигателя  доминировало с 1970-х.

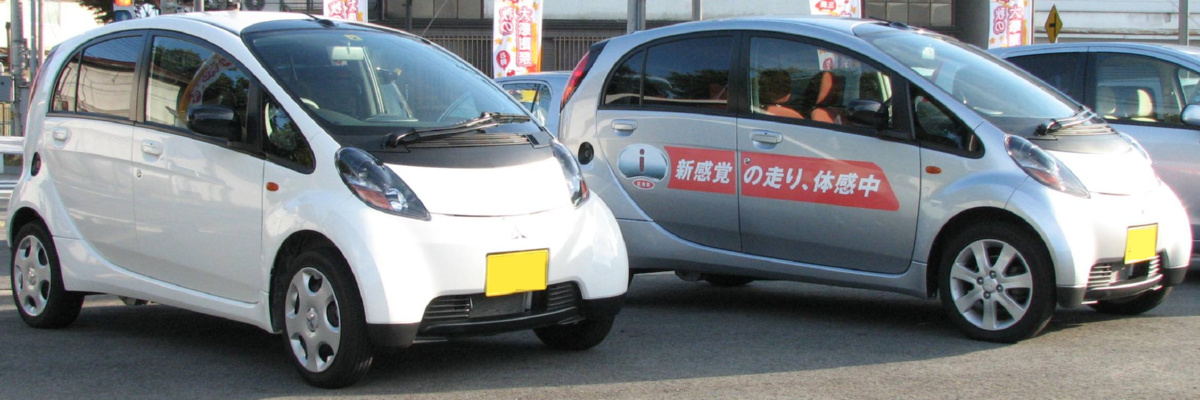
Два Mitsubishi i в Японии

### Модификации
Три индивидуальных модели были доступны на выпуске автомобиля в 2006; "S", "М.", и "Г", в порядке возрастания цены. 
| Модель   | Двигатель                                | Максимальная мощность      | Максимальный крутящий момент |
| -------- | ---------------------------------------- | -------------------------- | ---------------------------- |
| S (2007) | 3B20 659 cc, DOHC, MIVEC                 | 52 л.с. при 7000 об/мин    | 5,8 кг/м при 4000 об/мин     |
| L        | 3B20 659 cc, DOHC, MIVEC                 | 52 л.с. при 7000 об/мин    | 5,8 кг/м при 4000 об/мин     |
| LX       | 3B20 659 cc, DOHC, MIVEC                 | 52 л.с. при 7000 об/мин    | 5,8 кг/м при 4000 об/мин     |
| S (2006) | 3B20T 659 cc, DOHC, MIVEC, турбированный | 57–65 л.с. при 6000 об/мин | 8,7-9,7 кг/м при 3000 об/мин |
| M        | 3B20T 659 cc, DOHC, MIVEC, турбированный | 57–65 л.с. при 6000 об/мин | 8,7-9,7 кг/м при 3000 об/мин |
| G        | 3B20T 659 cc, DOHC, MIVEC, турбированный | 57–65 л.с. при 6000 об/мин | 8,7-9,7 кг/м при 3000 об/мин |

## Электрическая версия

### Ежегодное производство и продажи
| Год  | Производство | Продажи | Продажи          |
| Год  | Производство | Япония  | В других странах |
| ---- | ------------ | ------- | ---------------- |
| 2005 | 19,705       | 16,105  | 1                |
| 2006 | 31,725       | 29,498  | 454              |
| 2007 | 12,163       | 15,540  | 892              |

, Mitsubishi Motors website)

## Награды
Завоевал в 2007 году звание «Автомобиль RJC Года» -  от японских Автомобильных исследователей и Конференции Журналистов (RJC).

## Специальные версии

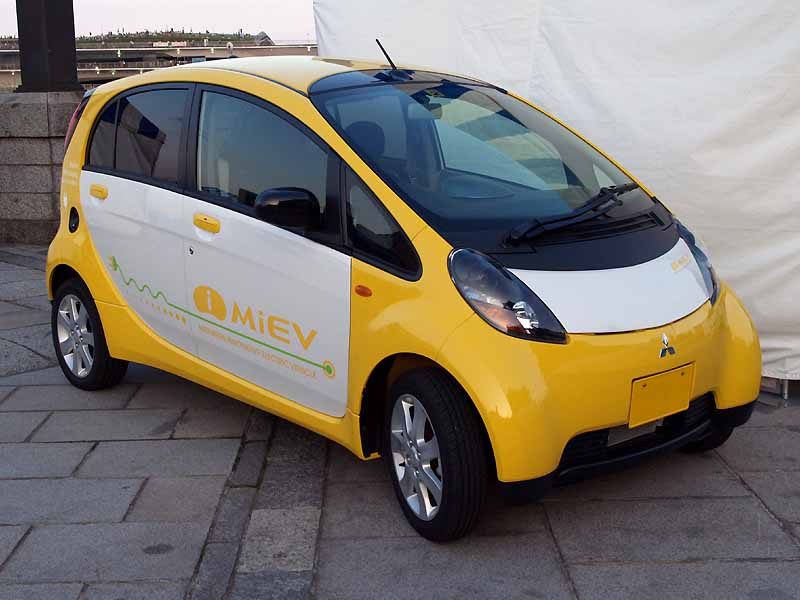
A MIEMitsubishi i MiEV.

С 25 - 31 июля, 2006 компания показала уникальную модель Mitsubishi i «Привет Китти» в Mitsukoshi.